# Salix exigua
Salix exigua es una especie de sauce perteneciente a la familia de las salicáceas. Es nativa de la mayor parte de Norteamérica, excepto el sudeste y el lejano norte, se encuentra desde Alaska a Nuevo Brunswick, y al sur hasta México.

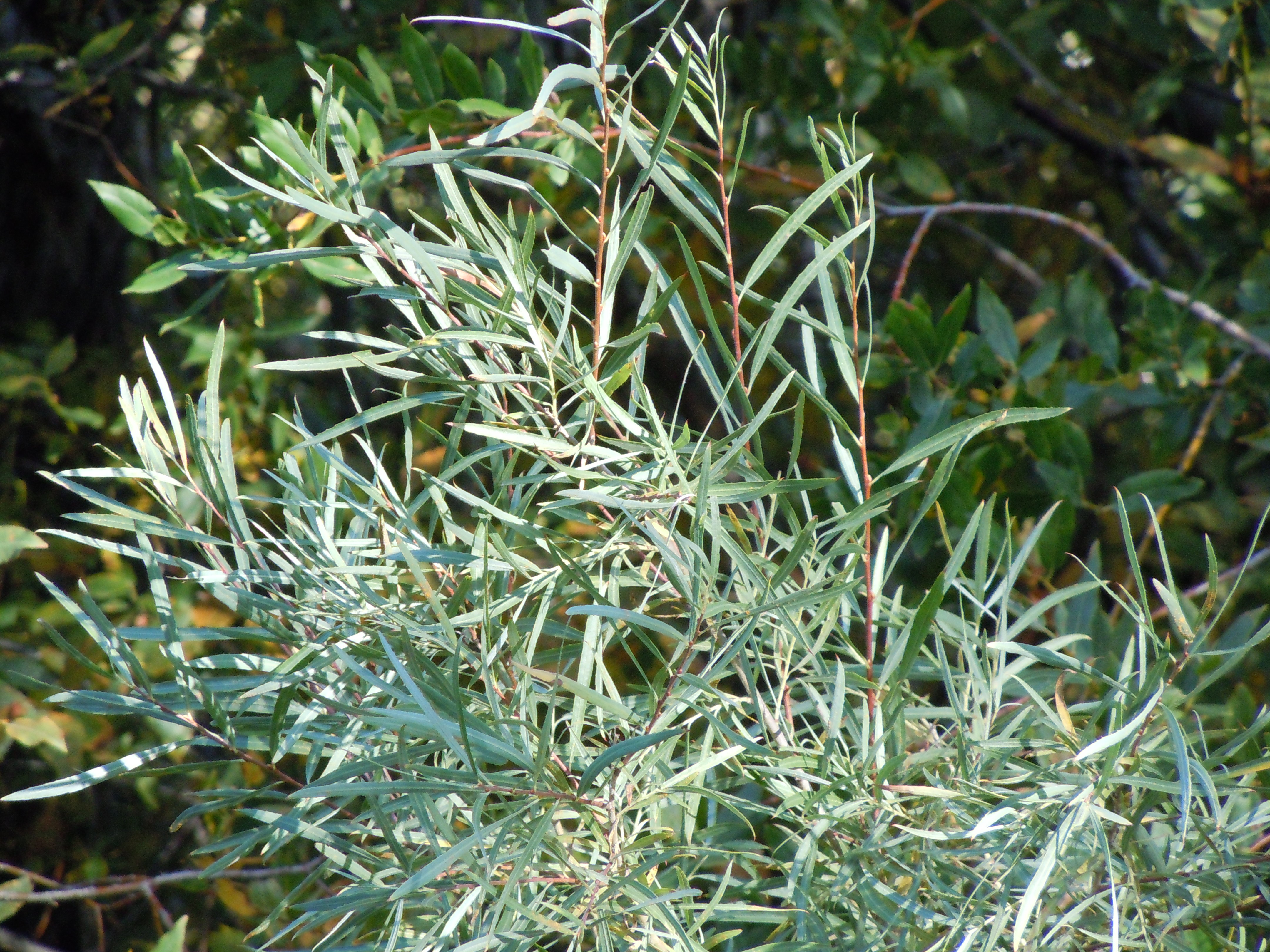
Detalle de la planta

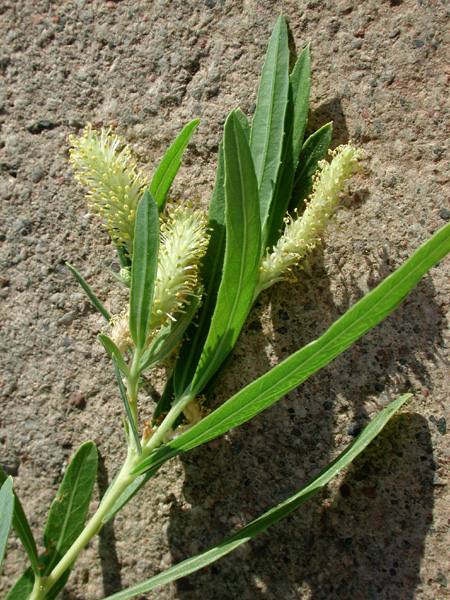
Detalle de la planta

## Descripción
Se trata de un arbusto de hoja caduca que alcanza un tamaño de 4-7 de altura, extendiéndose por brotes basales para formar densas colonias. Las hojas son lanceoladas estrechas de color verde  gris, con sedosos pelos blancos, al menos cuando son jóvenes, el margen es entero o con  muy pocos dientes pequeños. Las flores son producidas en amentos en primavera, después de que aparezcan las hojas. Es dioica, los amentos masculinos de hasta 10 cm  de largo, los amentos femeninos de hasta 8 cm de largo. El fruto es un conjunto de cápsulas, cada una con numerosas y diminutas semillas.

## Usos
Este sauce tenía muchos usos para los nativos americanos ; las ramas fueron utilizados como postes flexibles y materiales de construcción, las ramas más pequeñas se utilizan para hacer cestas, la corteza se convirtió en cuerdas, y la corteza y las hojas tenían varios usos medicinales.

## Taxonomía
Salix exigua fue descrita por Thomas Nuttall y publicado en The North American Sylva 1(2): 75, en el año 1842.
Etimología
Salix: nombre genérico latino para el sauce, sus ramas y madera.
exigua: epíteto latino que significa "exigua".
Variedades aceptadas
- Salix exigua var. exigua
- Salix exigua var. exterior (Fernald) C.F. Reed
- Salix exigua var. hindsiana (Benth.) Dorn
- Salix exigua var. luteosericea (Rydb.) C.K. Schneid.
- Salix exigua var. pedicellata (Andersson) Cronquist
- Salix exigua var. sericans (Nees) G.L. Nesom
- Salix exigua var. sessilifolia (Nutt.) Dorn
- Salix exigua f. wheeleri (Rowlee) E.G. Voss

Sinonimia
- Salix interior var. angustissima (Andersson) Dayton
- Salix longifolia var. angustissima Andersson[9]

var. hindsiana (Benth.) Dorn
- Salix fluviatilis f. hindsiana (Benth.) B. Boivin
- Salix hindsiana Benth.
- Salix sessilifolia var. hindsiana (Benth.) Andersson ex Bebb